# Piper mellibracteum
Piper mellibracteum är en pepparväxtart som beskrevs av William Trelease. Piper mellibracteum ingår i släktet Piper och familjen pepparväxter. Inga underarter finns listade i Catalogue of Life.